# Erich Dobermann
Erich Dobermann (* 12. Oktober 1910; † unbekannt) war ein deutscher Fußballspieler.

## Karriere
Dobermann gehörte dem VfB Leipzig an, für den er zunächst von 1935 bis 1944 in der Gauliga Sachsen, in einer von zunächst 16, später auf 23 aufgestockten Gauligen zur Zeit des Nationalsozialismus als einheitlich höchste Spielklasse im Deutschen Reich, zum Einsatz kam. Die die letzte Saison vor dem Ende des Zweiten Weltkriegs bestritt er in der Staffel 1 der Gruppe Leipzig, als eine von vier Gruppen, der nunmehr aufgeteilten Gauliga Sachsen. Bestes Ergebnis war der zweite Platz am Saisonende 1938/39 mit einem Punkt hinter dem Dresdner SC.
Nachdem der VfB Leipzig 1945, wie alle bürgerlichen Vereine, durch die sowjetische Besatzungsmacht aufgelöst und enteignet worden war, gründeten unter anderem ehemalige VfB-Spieler auf ihrem alten Sportgelände die „SG Probstheida“, der Dobermann bis 1947 angehörte. 
Während seiner Vereinszugehörigkeit nahm er mit der Mannschaft am Wettbewerb um den Tschammerpokal, den seit 1935 eingeführten Pokalwettbewerb für Vereinsmannschaften, teil. 1936 trug er in fünf Spielen dazu bei, dass seine Mannschaft bis ins Finale vorstieß. Sein Debüt gab er am 23. August 1936 im notwendig gewordenen und mit 3:0 gewonnenen Wiederholungsspiel gegen Vorwärts-Rasensport Gleiwitz, nachdem die Begegnung der 2. Runde zuvor am 28. Juni 1936 mit dem 2:2-Unentschieden nach Verlängerung keinen Sieger gefunden hatte.
Das Achtelfinale gewann er mit seiner Mannschaft – als einzige Heimmannschaft – mit 2:0 gegen den Berliner SV 1892. Nachdem er auch die Begegnungen mit dem VfB Peine und Wormatia Worms im Viertel- und Halbfinale mit 4:2 und 5:1 erfolgreich bestritten hatte, zog er mit dem VfB Leipzig ins Finale ein.
Das erst am 3. Januar 1937 im Berliner Olympiastadion ausgetragene Finale, fand gegen den Vorjahresfinalisten FC Schalke 04, mit Fritz Szepan und Ernst Kuzorra in ihren Reihen, statt – und endete mit 2:1 für den VfB Leipzig, wobei seine Mitspieler Jakob May und Herbert Gabriel mit den Toren zum 1:0 in der 20. und zum 2:0 in der 31. Minute ihre Mannschaft in Führung brachten; der Anschlusstreffer des Schalkers Ernst Kalwitzki in der 42. Minute blieb der einzige in den verbleibenden 48 Minuten.

## Erfolge
- Tschammerpokal-Sieger 1936